# Така (род)
 Тази статия е за растението.  За паричната единица вижте Бангладешка така.  
Така, още прилепче (Tacca) е род цветни тропически растения, разпространени в Африка, Австралия и югоизточна Азия. В миналото са ги отнасяли към семейство Такови (Taccaceae), но от 2003 г. са причислени към семейство Диоскорееви (Dioscoreaceae).

## Видове
Родът обхваща десет вида:
- Tacca chantrieri André
- Tacca macrantha (Tacca chantrieri f. macrantha) H. Limpr.
- Tacca flabellata J.J.Sm.
- Tacca hawaiiensis H. Limpr.
- Tacca integrifolia Ker Gawl.
- Tacca involucrata Schumach.
- Tacca leontopetaloides Kuntze
- Tacca palmata Blume
- Tacca pinnatifida J. R. Forst. & G. Forst.
- Tacca plantaginea (Hance) Drenth